# 熊應元
熊應元（16世紀—17世紀），字長人，湖廣德安府安陸縣人，明朝政治人物。

## 生平
熊應元個性孝友，是萬曆四十六年（1618年）戊午科湖廣鄉試舉人，天啟二年（1622年）會試本擬為會元，但最後僅中副榜，授黃岡教諭，每天和諸生講學，餘暇時到赤壁欣賞山水，陞國子監助教，晉南京禮部司務，謁拜表忠祠發現史仲彬《致身錄》，向戶部尚書提出補祀方孝孺、黃子澄以外十四人得報可，又推卻御樂常例，對他人說：「這些東西怎可以弄污我！」改任吏部司務，陞南京戶部員外郎分司鳳陽倉，將所得羨餘糧食計解官費後分給年長者，剩下則儲存作抵消明年賦稅，以政績考最在崇禎九年（1636年）外調鳳翔知府，當時流寇肆虐，關中各府都攖城固守，只有他開門應戰，恢復被蹂躪的縣城，賊人被震懾，有人因此投降，不久他以清正剛直被誣陷，得御史證實清白，然而他也自行辭官，在林下十年僅能溫飽，到康熙四年（1665年）由德安知府高翺、安陸知縣高聯捷、德安教授樊維域提請入祀鄉賢祠。

## 引用
1. 1 2  康熙《安陸縣志·卷十三·人物傳下》：熊應元，字長人，性篤孝友，自為諸生即稱長者，萬曆戊午舉於鄉，壬戌公車闈牘為分考膾炙擬第一，入以進不得竟落副車，謁主爵借氊黃岡，日引生徒坐臯比講正心誠意，間則登臨赤壁，有蘇端明山水之趣而不為，其曠達性固然也，尋陞太學助教，晉南禮部司，務拜表忠祠，搜得史仲彬《致身錄》，方黃而外遺祀者十一人 史仲彬、廖平、金焦、梁田玉、王寶、楊應能、劉仲、鄭洽、周恕、程亨、王昇，姓名不傳者三人 馮翁係馮㴶，衣葛翁係趙天泰，補鍋翁係王之臣，力請於大司徒特疏補祀，報可，時舊官御樂歲有常例，正色卻之，語人曰：「此輩物何可污我！」永著為例，移吏部司務，陞南戶部員外郎，分司鳳陽倉，得羨米若干石，計解官費分給年長，不許苛民間，餘者仍存以抵來歲正額，事竣司白門水稞，凡正額之外一無所預，布衣蔬食食貧如諸生狀；最上崇禎丙子陞鳳翔知府，賊氛正熾，關中皆攖城恐不固，元獨開門出戰，恢復舊所殘壞邑，仍以布素蒞堂皇，賊懾且感，有投戈就戎索者，以清剛忤於時，臺使者終直之，尋得俞旨，未幾投劾歸，羸馬就道無他長物，林下十年脫粟僅飽，康熙乙巳知府高公翶、知縣高公聯捷學授樊公維域，以輿論請祀鄉賢。
2. ↑  光緒《德安府志·卷十三·人物一》：熊應元，字長人，安陸人，性篤孝友，萬曆舉人，壬戌會試闈牘分考擬第一，竟落副車，任黃岡教諭，日引生徒講正心誠意，陞太學助教，晉南禮部司務，拜表忠祠，搜得史仲彬《致身錄》，方孝孺、黃子澄而外遺祀者十一人 史仲彬、廖平、金焦、梁田玉、王寶、楊應能、劉仲、鄭洽、周恕、程亨、王昇，姓名不傳者三人 馮翁係馮㴶，衣葛翁係趙天泰，補鍋翁係王之臣，力請於大司徒特疏補祀，報可。時舊官御樂歲有常例，正色卻之，語人曰：「此輩物何可污我！」移吏部司務，陞南戶部員外郎，分司鳳陽倉，得羨米若干石，計解官費分給年長，不許苛民間，餘者仍存以抵來歲正額；最上陞鳳翔知府，賊氛正熾，關中皆攖城恐不固，應元獨開門出戰，恢復舊所殘壞邑，以清剛忤於時，臺使者終直之，尋得俞旨，未幾投劾歸林下，十年脫粟僅飽，康熙中崇祀鄉賢。 安陸志